# Церква Святого Роха (Відень)
48°12′08″ пн. ш. 16°23′25″ сх. д. / 48.20224° пн. ш. 16.390298° сх. д.

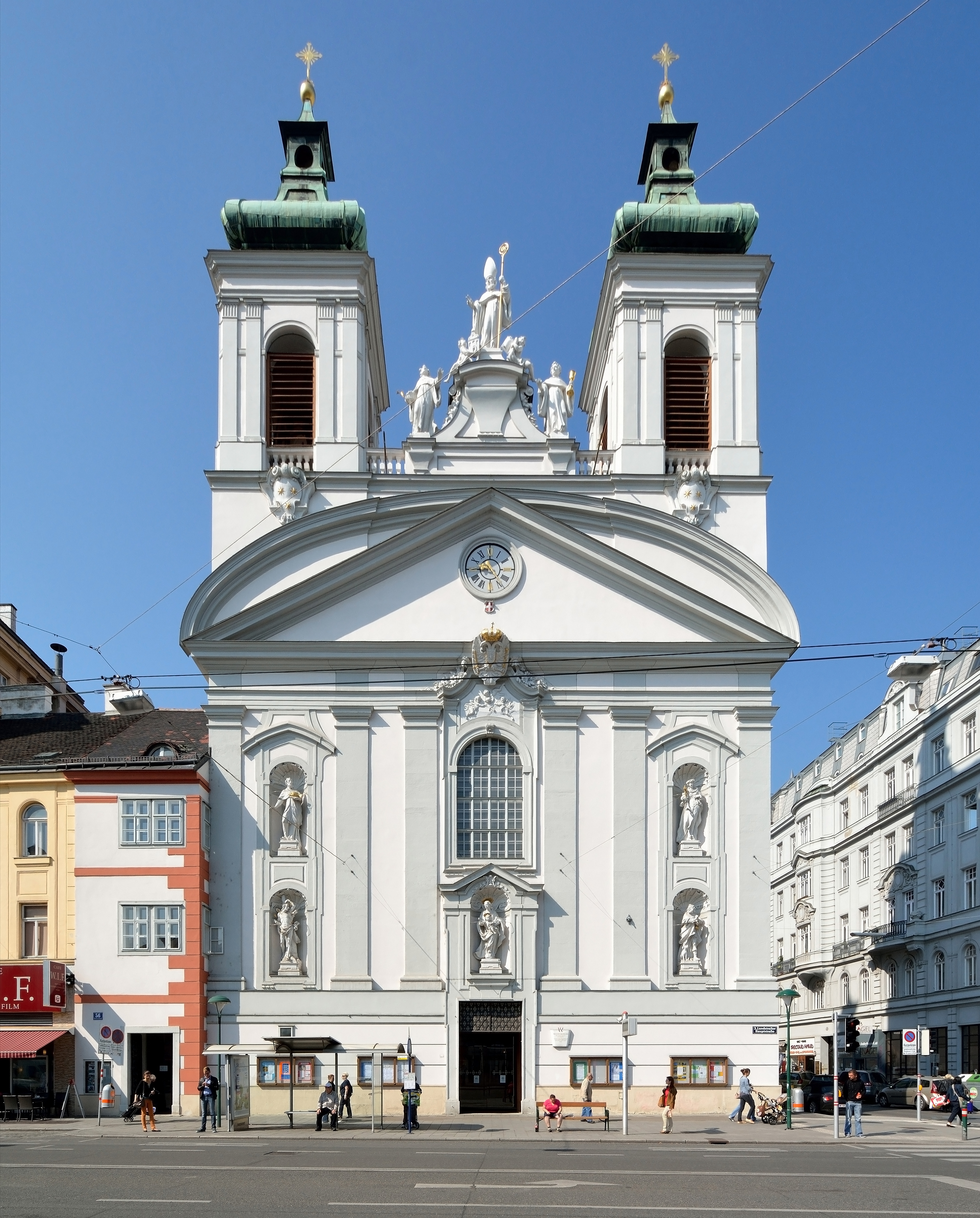
Собор Святого Роха у Відні

Церква Святого Роха - церква у Відні, побудована в 1642 році Фердинандом III на знак подяки за збереження Відня від чуми.